# Joc (sistema de puntuació)
Aquest article és sobre el sistema de puntuació. Per a uns altres significats, vegeu joc (desambiguació).
Joc (set en anglès) s'utilitza en el sistema de puntuacio de molts esports (per exemple, tennis o voleibol). Un joc es guanya amb un determinat nombre de punts, i el guanyador del partit és el que aconsegueix un cert nombre de jocs (típicament dos o tres).
Altres jocs, com els de cartes, anomenen joc a un torn o moment parcial del joc complet que serveix per a comptabilitzar els punts per a cada jugador.